# Wasted Penguinz
Wasted Penguinz (w tłum. Zmarnowane Pingwiny) – pierwotnie szwedzki duet produkujący muzykę hardstyle, obecnie jest to solowy projekt. W skład duetu wchodził Pontuz Bergman (ur. 1988) i Jon Brandt-Cederhäll (ur. 1989). Ich styl reprezentuje emocjonalną scenę hardstyle – Emotional Hardstyle, Rawphoric.

## Historia
Jon oraz Pontuz poznali się w 2006 roku na jednym z wielu serwisów internetowych poświęconym muzyce elektronicznej. Po kilku miesiącach korespondencji, początkujący artyści spotkali się w Helsingborgu, gdzie wspólnie w studiu szukali swojego własnego muzycznego stylu. W trakcie pracy, nastolatkom bardzo często towarzyszyła spora ilość napojów alkoholowych, która z pewnością przyspieszyły proces znalezienia wspólnego języka, a także pomogła w stworzeniu nazwy zespołu – Wasted Penguinz.
Następne lata artyści spędzili na zdobywaniu wiedzy na temat cięższych brzmień, jeszcze bardziej udoskonalając swoje utwory. W 2009 roku zdecydowali się na wysłanie swoich produkcji do różnych krajowych wytwórni. Po kilku tygodniach, odpowiedź nadeszła od Bazz Implant oraz IMPMusic, które zaproponowały artystom podpisanie kontraktu. W wyniku współpracy, w ciągu paru miesięcy pod skrzydłami niszowych marek, wypuszczono takie kompozycje, jak m.in.: „We Life For The Day”, „Wasted Style” oraz „Flawlezz”.
Pod koniec 2009 roku dostali propozycję podpisania kontraktu od znaczącej wytwórni – Scantraxx, co dało krok milowy w rozwoju ich kariery. W ciągu dwuletniej współpracy z wytwórnią, muzycy występowali na wielu dużych festiwalach (Defqon 1., Intents Festiwal) oraz zostali uznani przez świat muzyki Hard, jako prawdziwi wirtuozi melodyjnych brzmień.
W 2010 roku zdobyli nagrodę „Najlepsza nowa twarz” na holenderskim kanale radiowym Fear.FM
W maju 2012 roku zespół opuścił Scantraxx, na rzecz współpracy z wytwórnią Toff Music, gdzie powstał ich pierwszy album – “Wistfulness”.
Największe sukcesy duetu nastąpiły w 2014 roku, po dołączeniu do wytwórni Dirty Workz. Od tego czasu artyści współpracowali z wieloma innymi producentami, występowali na największych festiwalach, a także tworzyli kolejne albumy. W 2015 roku wydali drugi album – Clarity.
W 2018 roku wydali trzeci album – Elysian, który zawiera również nowe, eksperymentalne brzemienia.
W lutym 2020 Jon Brandt-Cederhäll podjął decyzję o opuszczeniu duetu, z powodu problemów psychicznych. Depresja ciągnęła się za nim już od jakiegoś czasu. W początkowych latach wspólnej kariery muzycznej, przyjaciele bardzo często udostępniali na oficjalnym kanale Youtube swoje śmieszne filmiki ze studia czy też z trasy. Nierzadko były to tylko i wyłącznie alkoholowe ekscesy, lecz artyści humorystycznie oraz merytorycznie opowiadali o swoich podróżach i pracy. To wszystko zniknęło w ciągu ostatnich lat, wraz z pojawieniem się problemów ze zdrowiem psychicznym Jona. Artysta wyraźnie stracił wiele kilogramów, zmieniał raz za razem fryzurę, już tak często się nie uśmiechał. Na dodatek niektóre ich utwory były poświęcone samopoczuciu Jona, jak: Make It One Day, FML. W nich można usłyszeć o tym jak Jon czuje się samotny, przygnębiony i ma poczucie bezsensowności itd.
Obecnie Pontuz prowadzi samemu projekt Wasted Penguinz, kontynuując produkcje muzyki.

## Przykładowe utwory
- Gigi D'Agostino – L'Amour Toujours (Wasted Penguinz Remix)
- Wasted Penguinz – Make It One Day
- Wasted Penguinz – It's Our Moment
- Wasted Penguinz – Melancholia
- Wasted Penguinz – Inner Peace
- Wasted Penguinz – Anxiety
- Wasted Penguinz – FML
- Wasted Penguinz – Follow Your Dreamz
- Wasted Penguinz – Evergreen
- Wasted Penguinz – Extension